# إلدون ميلر
إلدون ميلر (بالإنجليزية: Eldon Miller)‏ هو مدرب كرة سلة أمريكي، ولد في 19 يونيو 1939 في تشيستر في الولايات المتحدة.

## روابط خارجية
- إلدون ميلر على موقع كلية كرة السلة في سبورتس رفرنس.كوم (الإنجليزية)